# بوهداشین (ناحیه ریخنوف ناد کنیژنوو)
بوهداشین (به چکی: Bohdašín) یک منطقهٔ مسکونی در جمهوری چک است که در ناحیه ریخنوف ناد کنیژنوو واقع شده‌است.